# Tearinibai Village
Tearinibai Village är en ort i Kiribati.   Den ligger i örådet Tarawa och ögruppen Gilbertöarna, i den norra delen av landet, 29 km norr om huvudstaden Tarawa. Tearinibai Village ligger 13 meter över havet och antalet invånare är 317. Den ligger på ön Notoue.
Terrängen runt Tearinibai Village är mycket platt.  Närmaste större samhälle är Taborio Village, 8,6 km söder om Tearinibai Village. 